# Aldo Collimedaglia
Aldo Collimedaglia (Mortara, 21 luglio 1919 – ...) è stato un calciatore italiano, di ruolo attaccante.

## Caratteristiche tecniche
Giocava come ala destra.

## Carriera
Fa il suo esordio in competizioni professionistiche nella stagione 1935-1936, quando all'età di 16 anni gioca 2 partite in Serie B con i Vigevanesi; a fine anno passa all'Alessandria, società di Serie A, con cui nella stagione 1936-1937 esordisce in massima serie. La sua partita di esordio nel massimo campionato è un successo casalingo dei Grigi per 2-1 sul Genoa il 20 dicembre 1936. Nel corso della stagione gioca altre 2 partite di campionato, rimanendo poi in Piemonte anche nella stagione 1937-1938 (disputata in Serie B), nella quale non scende mai in campo in partite ufficiali. Nel 1938, all'età di 19 anni, scende in Serie C per giocare con la maglia della Juventus Domo; successivamente gioca per un biennio nella stessa categoria con le Acciaierie Falck e per un anno ciascuno con le maglie di Cantù e Cosenza, dove rimane fino al termine della stagione 1942-1943 (l'ultima disputata prima dell'interruzione forzata dei campionati a causa della Seconda guerra mondiale).
Dopo la fine del conflitto va a giocare nell'Arezzo, dove nel campionato misto di Serie B e C segna 5 gol in 24 presenze; rimane in Toscana anche per la stagione 1946-1947, nella quale segna 10 gol in 17 partite in Serie C. Passa infine al Mortara, squadra della sua città natale, con cui gioca per quattro campionati consecutivi sempre in terza serie arrivando due volte al secondo posto in classifica ed una volta al terzo. Dopo la retrocessione in Promozione della stagione 1950-1951 si ritira dal calcio giocato.